# Franz Boschung
Franz Boschung (* 22. April 1868 in Ueberstorf; † 30. April 1938 ebenda; heimatberechtigt in Wünnewil) war ein Schweizer Landwirt und Politiker.

## Leben

### Familie
Franz Boschung war der Sohn von Ulrich Boschung († 10. April 1905), Landwirt, Gasthofbesitzer, Friedensrichter und Ammann von Ueberstorf.
Er heiratete 1897 Melanie (geb. Waeber) († 1934), die den Gasthof Zum Schlüssel in Ueberstorf leitete; gemeinsam hatten sie sieben Kinder, von denen drei bereits früh verstarben.

### Werdegang
Franz Boschung besuchte die Volksschule in Ueberstorf und absolvierte ab 1881 eine Ausbildung am Lehrerseminar im 1848 aufgehobenen Kloster Hauterive, die er jedoch 1883 abbrach. Darauf besuchte er die landwirtschaftliche Schule und war anschliessend auf dem väterlichen Gut tätig.
Nach dem Tod seines Vaters übernahm er den Landwirtschafts- und Gasthofbetrieb.
1914 kam er in den Verwaltungsrat der Staatsbank von Freiburg.
In Ueberstorf war er Präsident der Raiffeisenkasse und wurde 1921 in den Vorstand des Verbands der Raiffeisenkassen gewählt; im darauffolgenden Jahr erfolgte seine Wahl in den Verwaltungsrat der Revisions- und Treuhand-Aktiengesellschaft Zug. 1937 wurde er zum Ehrenmitglied der deutschfreiburgischen Raiffeisenkassen ernannt.
1924 wurde er als Mitglied des Verwaltungsrats der Schweizerischen Hagelversicherungsgesellschaft bestätigt. Er war auch Mitglied im Verwaltungsrat der Freiburger Nachrichten.
Seit 1933 war er Friedensrichter in Schmitten.
In der Schweizer Armee führte er den Dienstgrad eines Oberleutnants der Kavallerie.

### Politisches und gesellschaftliches Wirken
Franz Boschung war ein Bauernpolitiker und eine führende Persönlichkeit in zahlreichen regionalen Landwirtschaftsorganisationen des Kantons Freiburg.
Er war seit 1898 katholisch-konservativer Gemeinderat in Ueberstorf und dort von 1899 bis 1934 Ammann; er gehörte der konservativen Volkspartei an und war deren Sektionspräsident für Ueberstorf sowie 1935 Vizepräsident des Sensebezirks.
Von 1905 bis 1936 war er im Freiburger Grossrat, den er 1921 und 1928 präsidierte (1927 Vizepräsident); er setzte sich unter anderem für den Ausbau des Strassennetzes im Kanton ein und kam 1912 in die Kommission für die Subventionierung des Strassenbaus. 1912 kritisierte er, dass es im Sensebezirk keine Bezirkssekundarschule gebe.
1914 kam er im Grossen Rat in die Kommission für die Vorberatung der Reorganisation des Gefängniswesens.
Im Rahmen der Trennung der beiden Gemeinden Schmitten und Düdingen wurde er 1923 im Grossen Rat in die Expertenkommission zur Feststellung der Vermögenswerte gewählt. 1923 brachte er auch im Rahmen einer Motion den Vorschlag ein, dass Gemeinden, deren Armenauslagen höher seien als die Steuereinnahmen, durch den Kanton entlastet werden. Er setzte sich 1924 für die Beibehaltung der Todesstrafe ein, als diese im Rahmen einer Strafgesetzbuch-Revision abgeschafft werden sollte. 1926 war er in der Kommission des Grossen Rats, die mit der Revision des Steuergesetzes beauftragt war.
1911 wurde er zum Präsidenten des kantonalen Wirtevereins ernannt, später wurde er Ehrenpräsident.
Von 1916 bis 1935 gehörte er dem Pfarreirat an, der dem Aufbau einer lebendigen Gemeinde diente und den er einige Jahre präsidierte.
Vom 5. Juni 1916 bis zu seinem Rücktritt am 1. Dezember 1935 folgte er, als erster nichtaristokratischer Sensler, Max de Diesbach in den Nationalrat. Im selben Jahr unterstützte er dort die Motion, die dazu aufforderte, zu prüfen, ob die Zahl der Mitglieder des Bundesrats von sieben auf neun erhöht werden könne, und er sorgte sich um die Sicherstellung der Lebensmittelversorgung im kommenden Winter. Er wurde 1918 vom Bundesrat als Mitglied der Eidgenössischen Ernährungskommission gewählt.
1917 sprach er sich gegen die Einführung der Postsparkassen aus. Im selben Jahr kritisierte er die Militäraufgebote, weil diese keine Rücksicht auf die Bauern in der Heuernte nehmen würden. Er unterstützte unter anderem auch das Postulat von Franz Moser-Schär, in dem dieser zu grösserer Rücksichtnahme auf die Landwirtschaft aufforderte, weil diese bei der Bestellung des Landes entsprechend Arbeitskräfte benötige.
Der Staatsrat ernannte ihn 1921 zum Feldkommissär (Schätzer militärischer Land- und Sachschäden) und 1922 zum Zivilkommissär.
1930 und 1932 übte er das Präsidium des Organisationskomitees der Nahrungsmittelmesse in Freiburg aus.

### Funktionen in landwirtschaftlichen Institutionen
Boschung war, als Nachfolger von Emile Savoy (1877–1935), von 1925 bis 1938 Präsident des Verbandes Landwirtschaftlicher Genossenschaften und Vereine des Sensebezirks und von 1920 bis zu seinem Tod Vorstandsmitglied im Freiburgischen Bauernverband (1931 Vizepräsident) sowie im Schweizer Bauernverband.
Weiterhin gehörte er als Vorstandsmitglied dem Zentralverband Schweizerischer Milchproduzenten sowie der Saatzuchtgenossenschaft des Sensebezirks in Düdingen an und war, als Vertreter der freiburgischen Genossenschaften, Vorstandsmitglied im Verband bernischer Käserei- und Milchgenossenschaften und Mitglied der Verbandskommission.
1916 kam er in den Vorstand des Verbands Schweizerischer Fleckviehzuchtgenossenschaften.
Von 1918 bis 1935 war er Ersatzmann der Kommission Schweizerischer Viehzuchtverbände.
1924 war er im Vorstand des Kantonalverbands der Pferdezuchtgenossenschaft (1934 Vizepräsident).
Er war 1929 Präsident des Bauernvereins Ueberstorf, der 1941 in Landwirtschaftliche Genossenschaft umbenannt wurde.

## Mitgliedschaften
Franz Boschung war Mitglied im Chor Cäcilienverein Ueberstorf.
Er war Ehrenpräsident der Feldschützengesellschaft Ueberstorf und Gründungsmitglied des Heimatkundevereins.

## Schriften (Auswahl)
- Rede von Hrn. Nationalrat Boschung. In: 75. Gründungsfest der landwirtschaftlichen Vereine. In: Freiburger Nachrichten. 22. Mai 1923, S. 1 (Digitalisat).